# Алексеевка (Кодымская община)
Алексе́евка (укр. Олексі́ївка) — село, относится к Кодымскому району Одесской области Украины.
Население по переписи 2001 года составляло 976 человек. Почтовый индекс — 66013. Телефонный код — 4867. Занимает площадь 2,94 км².

## Местный совет
66013, Одесская обл., Кодымский р-н, с. Алексеевка